# Michal Šilhavý
Michal Šilhavý (* 29. května 1976) je bývalý český fotbalový brankář.

## Fotbalová kariéra
Hrál za FK Viktoria Žižkov, FC MSA Dolní Benešov, FK Mladá Boleslav, FC Dukla Příbram, SK Sparta Krč, FC Viktoria Plzeň, FC Slovan Liberec, FK Baník Most, v Maďarsku za Budapest Honvéd FC a ve Vietnamu za The Kong Viettel Hanoi a Song Lam Vinh. V české lize nastoupil v 16 utkáních. V roce 1994 nastoupil v Poháru vítězů pohárů za Viktorii Žižkov proti Chelsea FC.

## Ligová bilance
| Ročník                          | Zápasy | Góly | Klub               |
| ------------------------------- | ------ | ---- | ------------------ |
| 1. česká fotbalová liga 1994/95 | 1      | 0    | FK Viktoria Žižkov |
| 1. česká fotbalová liga 1995/96 | 0      | 0    | FK Viktoria Žižkov |
| 1. česká fotbalová liga 1996/97 | 0      | 0    | FK Viktoria Žižkov |
| Gambrinus liga 1997/98          | 0      | 0    | FK Viktoria Žižkov |
| Česká fotbalová liga 1997/98    | -      | 0    | FK Mladá Boleslav  |
| Gambrinus liga 1998/99          | 0      | 0    | FC Dukla Příbram   |
| Česká fotbalová liga 1998/99    | -      | 0    | FC Dukla „B“       |
| Gambrinus liga 2000/01          | 15     | 0    | FC Viktoria Plzeň  |
| 1. maďarská liga 2004/05        | 2      | 0    | Budapest Honvéd FC |
| CELKEM 1. liga                  | 18     | 0    |                    |